# Lev Conus
Pour les articles homonymes, voir Conus.
Lev Edouardovitch Conus (en russe : Лев Эдуа́рдович Коню́с ; connu en Europe de l'Ouest et aux États-Unis comme Léon Conus), né le 26 avril 1871 à Moscou et mort le 18 janvier 1944 à Cincinnati, est un pianiste, professeur de musique et compositeur russe.

## Biographie
Léon Conus est le fil d'un pianiste et professeur, Édouard (1827-1902), fils d'un Français de Lorraine installé en Russie au début du XIXe siècle. Il a deux frères compositeurs Georges Conus et Jules Conus. La famille est baptisée dans la religion catholique. Léon Conus étudie avec ses frères en même temps que Sergueï Rachmaninov, dans la classe d'Anton Arenski la composition, au Conservatoire impérial de Moscou et est diplômé en 1892 pour le piano dans la classe de Pavel Pabst et 1892 (composition). Il garde des liens d'amitié tout le cours de sa vie avec Rachmaninov et Medtner et reçoit les conseils de Tchaïkovski. Il a de sa part l'honneur de faire un arrangement à quatre mains de la Sixième Symphonie (interprétée à quatre mains par Conus et Sergueï Taneïev) lors d'une soirée chez Taneïev le 18 septembre 1893. 
Il fonde sa propre école de musique dans les années 1890 avant d'enseigner au Conservatoire de Moscou dès 1912 et est nommé professeur en 1918, en tant que chef du département piano. Il est proche de Scriabine, dont il a réalisé la version à quatre mains de la troisième symphonie (1905) et du Poème de l'extase (1908). Les compositions musicales de Léon Conus datent principalement de ses premières années : Ouverture pour orchestre (1889), Symphonie, Cantate pour chœur et orchestre, Scherzo pour orchestre (1890), etc. C'était un excellent pianiste, mais il n'est pas devenu un virtuose très connu. Il a interprété principalement le répertoire classique-romantique, s'est incliné devant Rachmaninov et Medtner, a tenté de promouvoir les œuvres de Georges Catoire. En général, il percevait les dernières tendances de l'art avec désapprobation.
Avec son épouse, la pianiste et pédagogue Olga Conus née Kovalevskaïa (1890-1976), ils quittent la Russie bolchévique pour Paris en 1921. Il y enseigne au Conservatoire russe et à l'invitation d'Isidor Philipp, enseigne également à École normale. Parmi les étudiants de Conus, figure en particulier Nina Milkina. 
Grâce à l'aide de son ami Rachmaninov, il s'installe finalement aux États-Unis, en 1935 — mais conserve sa nationalité française. Il enseigne à Cincinnati, en tant que responsable du département piano, jusqu'à sa mort, à l'âge de 73 ans. Après sa mort, sa femme publie « Les Fondamentaux de la technique du piano » (Fundamentals of Piano Technique, 1953),, un livre influent sur les exercices techniques pour les pianistes, de Leon Conus.

## Enregistrements
Léon Conus avait pour partenaire Sergueï Taneïev pour sa Suite pour piano à quatre main, enregistrée par l'homme d'affaires américain, Julius Block (1860–1915), sur cylindres Edison, le 14 décembre 1893.